# Dynabook
O conceito KiddiComp, envisionado por Alan Kay em 1968 quando candidato a PhD, e mais tarde desenvolvido e descrito como Dynabook em sua proposta em 1972 de "A personal computer for children of all ages",  delimita os requerimentos para um dispositivo educacional portátil que ofereceria funcionalidade similar ao que é fornecida através de laptops ou (em outras encarnações) um tablet com a exceção do requerimento para um dispositivo Dynabook ter bateria quase eterna. Adultos também poderiam usar um Dynabook, mas a audiência alvo eram crianças.
Parte da motivação e financiamento para o projeto Dynabook vieram da necessidade de documentação de manutenção militares.[carece de fontes?] O prospecto de eliminar a necessidade de mover uma grande quantidade de papel de difícil acesso num teatro militar levou a um financiamento significativo do Departamento de Defesa dos EUA.
Apesar dos requerimentos de hardware para criar o Dynabook existam hoje, Alan Kay ainda pensa que o Dynabook ainda não foi inventado, porque software chave e curricula educacional ainda não existem.[carece de fontes?] Quando a Microsoft surgiu com a seu tablet PC, Kay foi citado dizendo "O Tablet PC da Microsoft, o primeiro computador estilo Dynabook bom o suficiente para criticar".
A Toshiba tem uma linha de subnotebooks chamada DynaBooks. Em junho de 2018, a Sharp comprou uma posição majoritária nos negócios de PC da Toshiba incluindo laptops e tables vendidos sobre a marca Dynabook.

## Conceito original

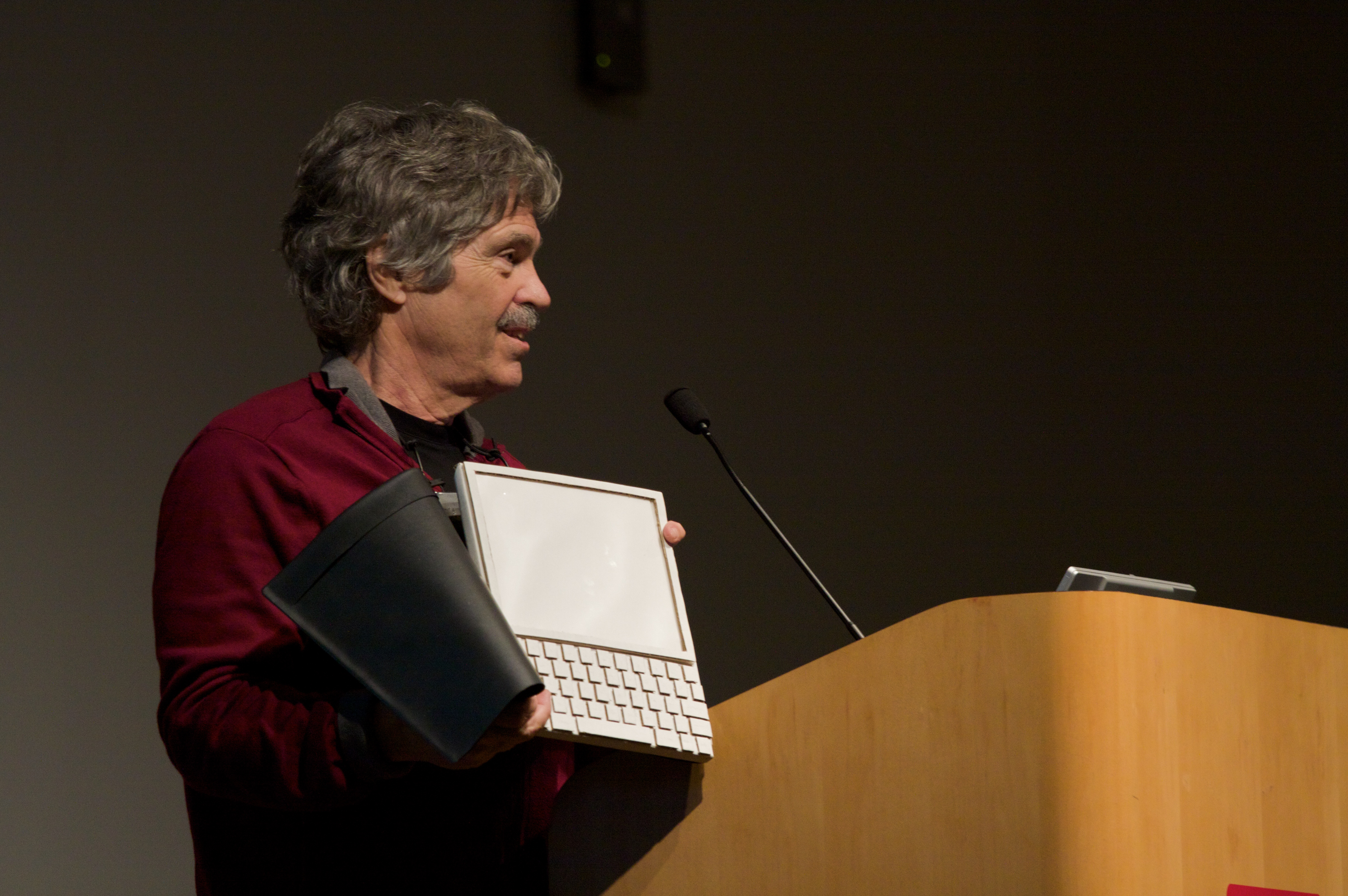
Alan Kay holding the mockup of Dynabook, 2008

Descrevendo a ideia como "Um Computador Pessoal para Crianças de Todas as Idades", Kay queria que o conceito do Dynabook incorporasse as teorias de aprendizado de Jerome Bruner e algumas das ideias de Seymour Papert— que estudou com o psicologista desenvolvimental Jean Piaget e que foi um dos inventores da linguagem de programação Logo estava propondo. Esse conceito foi criado em dois anos antes da fundação do Xerox PARC. As ideias que levaram ao desenvolvimento do protótipo do Xerox Alto, que foi chamado originalmente de "Daynabook provisório".  Ele incorpora todos os elementos de uma interface gráfica de usuário, ou GUI, já em 1972. O componente de software da pesquisa era Smalltalk, que foi ter vida própria independente do conceito do Daynabook.
O hardware no qual o ambiente de programação rodava era relativamente irrelevante.
Ao mesmo tempo, Kay tentou identificar em seu artigo em 1972 componentes de hardware que pudessem ser usado em um Dynabook, incluindo telas, processadores e memória de armazenamento. Por exemplo:

 A standalone 'smart terminal' that uses one of these chips for a processor (and includes memory, a keyboard, a display and two cassettes) is now on the market for about $6000.
A visão do Dynabook foi quase completamente esquematizada no artigo de Kay de 1977 "Personal Dynamic Media", co-autorado com a colaboradora (e co-inventora de Smalltalk) Adele Goldberg.

Em 2019, Kay deu uma reposta detalhada a uma pergunta no Quora, a respeito das origens do conceito do Dynabook.

## Obras posteriores
Dês do começo da década de 1990, Kay tem trabalhado na linguagem de programação Squeak, um ambiente opensource baseado em Smalltalk que pode ser visto como uma continuação lógica do conceito do Dynabook.
Ele também esteve envolvido no projeto One Laptop Per Child, que usa Smalltalk, Squeak, e o conceito de computador para aprendizado.